# سباستيان فييرا
سباستيان فييرا (بالإسبانية: Sebastián Viera) (7 مارس 1983 في الأوروغواي - ) هو لاعب كرة قدم أوروغواني في مركز حراسة المرمى. شارك مع منتخب الأوروغواي تحت 20 سنة لكرة القدم ومنتخب الأوروغواي لكرة القدم. أما مع النوادي، فقد لعب مع أتلتيكو جونيور ونادي فياريال ونادي لاريسا وناسيونال مونتيفيديو وديبورتيفو كولونيا.

## وصلات خارجية
- سباستيان فييرا على موقع الاتحاد الدولي (مؤرشف)  (الإنجليزية)
- سباستيان فييرا على موقع قاعدة بيانات كرة القدم.إي يو (الإنجليزية)
- سباستيان فييرا على موقع بيانات كرة القدم. دي إي (الألمانية)
- سباستيان فييرا على موقع ناشيونال فوتبول تيمز (الإنجليزية)
- سباستيان فييرا على موقع Soccerway.com (الإنجليزية)
- سباستيان فييرا على موقع عالم كرة القدم.نت (الإنجليزية)
- سباستيان فييرا على موقع AS.com (الإسبانية)